# ピュイ＝ド＝ドーム県
ピュイ＝ド＝ドーム県（ピュイ＝ド＝ドームけん、仏: Puy-de-Dôme、フランス語発音: [pɥi də dom]、オクシタン語のオーヴェルニャ方言では lo Puèi de Doma もしくは lo Puèi Domat という）は、フランス中部の県。オーヴェルニュ＝ローヌ＝アルプ地域圏に属する。県名は、有名なドーム型火山であるピュイ・ド・ドームに由来する。
県民は2005年12月までピュイドモワ (Puydomois) と呼ばれたが、2006年春から県議会は表記をピュイドモワ (Puydômois) に切り替えた。これ以来、すべての公文書や出版物でこの表記が採られている。

## 歴史
フランス革命期の1790年3月4日に設置された83県のひとつである。それまではオーヴェルニュ州であった。当初はモン＝ドール（金の山）と呼ばれたが、国税当局から過度の注意を引くおそれがあったため、地元の代議員ジャン＝フランソワ・ゴールティエ・ド・ビオーザの介入によりピュイ＝ド＝ドームに改称された。
県一帯は、フランスの給水塔と呼ばれるほど豊富な降水量で知られ、ダノン傘下のミネラルウオーター「ボルヴィック」のボトリング工場も稼働してきた。しかし2023年5月に水源からの取水量が急減。そのため県内の31地区を対象に屋外での上水道使用を制限したほか、プールの貯水を禁止した。

## 地理

かつてのオーヴェルニュ州を現在の県で色分けした図

現在はオーヴェルニュ＝ローヌ＝アルプ地域圏に所属し、ロワール県、オート＝ロワール県、カンタル県、コレーズ県、アリエ県、クルーズ県と隣接する。中央高地に位置し、80箇所以上の火口を持つことを誇りとしている。オートルートのA71号とA72号でパリから3時間、リヨンから1時間かかる。地中海方面へはA75号が延びる。リヴラドワ＝フォレ地域自然公園がある。

## 経済
県都のクレルモン＝フェランは、ミシュランの企業城下町としてよく知られている。ティエールは14世紀から刃物の伝統が続く、オーヴェルニュで最も古い工業の町である。
地方は観光業に向いている。ピュイ・ド・ドームは都市部に住む人々の休日の行楽地として人気がある。1999年国勢調査によると、県内の住宅の11.7%は別荘として使われている。

## 人口統計
| 1801年  | 1831年  | 1841年  | 1851年  | 1856年  | 1861年  | 1866年  |
| ------- | ------- | ------- | ------- | ------- | ------- | ------- |
| 507.128 | 573.106 | 591.458 | 596.897 | 590.062 | 576.409 | 571.690 |
| 1872年  | 1876年  | 1881年  | 1886年  | 1891年  | 1896年  | 1901年  |
| 566.463 | 570.207 | 566.064 | 570.964 | 564.266 | 555.078 | 544.194 |
| 1906年  | 1911年  | 1921年  | 1926年  | 1931年  | 1936年  | 1946年  |
| 535.419 | 525.916 | 490.560 | 515.399 | 500.590 | 486.130 | 478.130 |
| 1954年  | 1962年  | 1968年  | 1975年  | 1982年  | 1990年  | 1999年  |
| 481.380 | 508.928 | 547.743 | 580.033 | 594.365 | 598.213 | 604.266 |
| 2006年  | 2007年  |         |         |         |         |         |
| 623.461 | 626.632 |         |         |         |         |         |

参照元:SPLAF2006年度INSEE2007年度

## ギャラリー

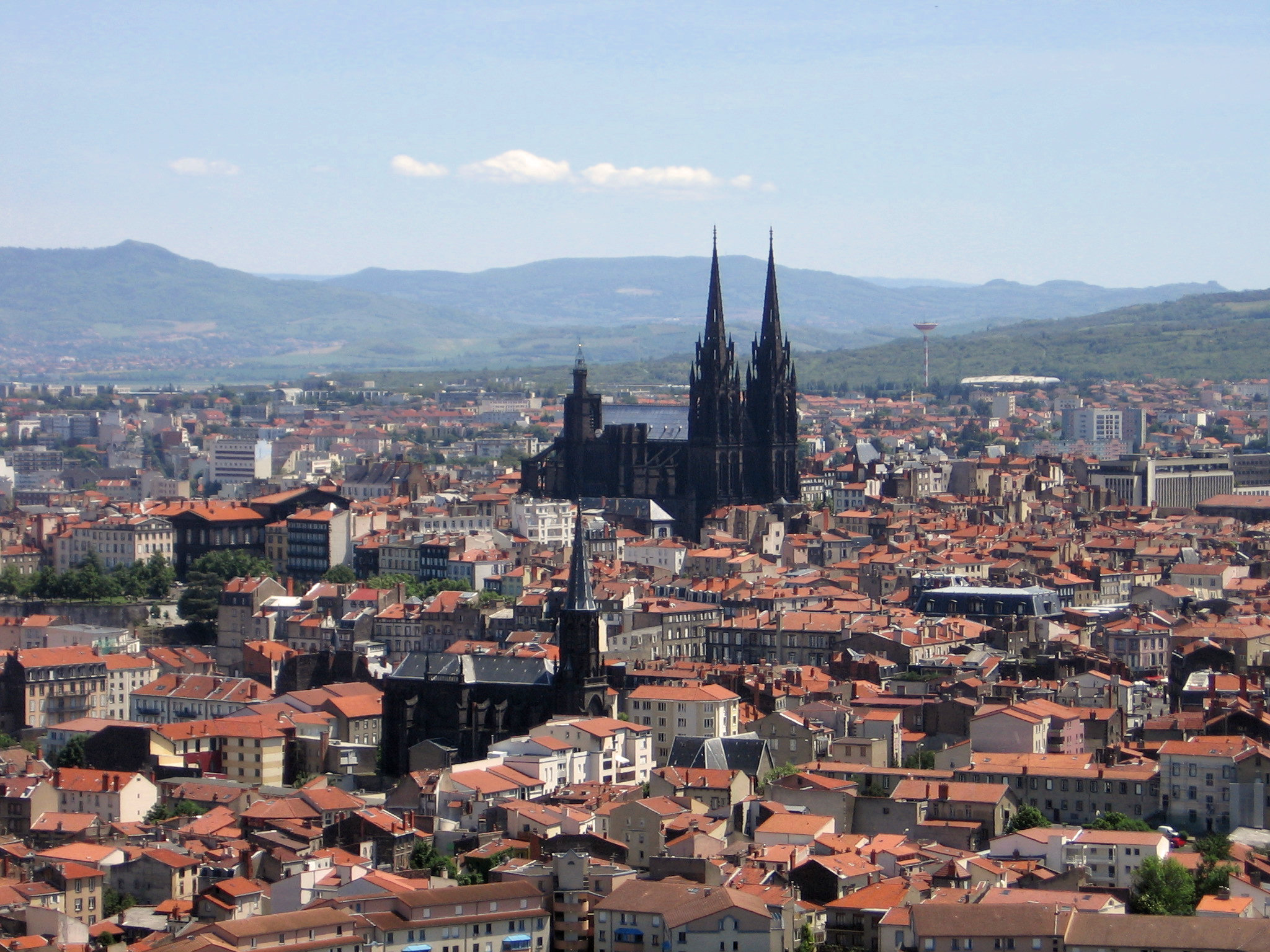
黒いクレルモンフェラン大聖堂
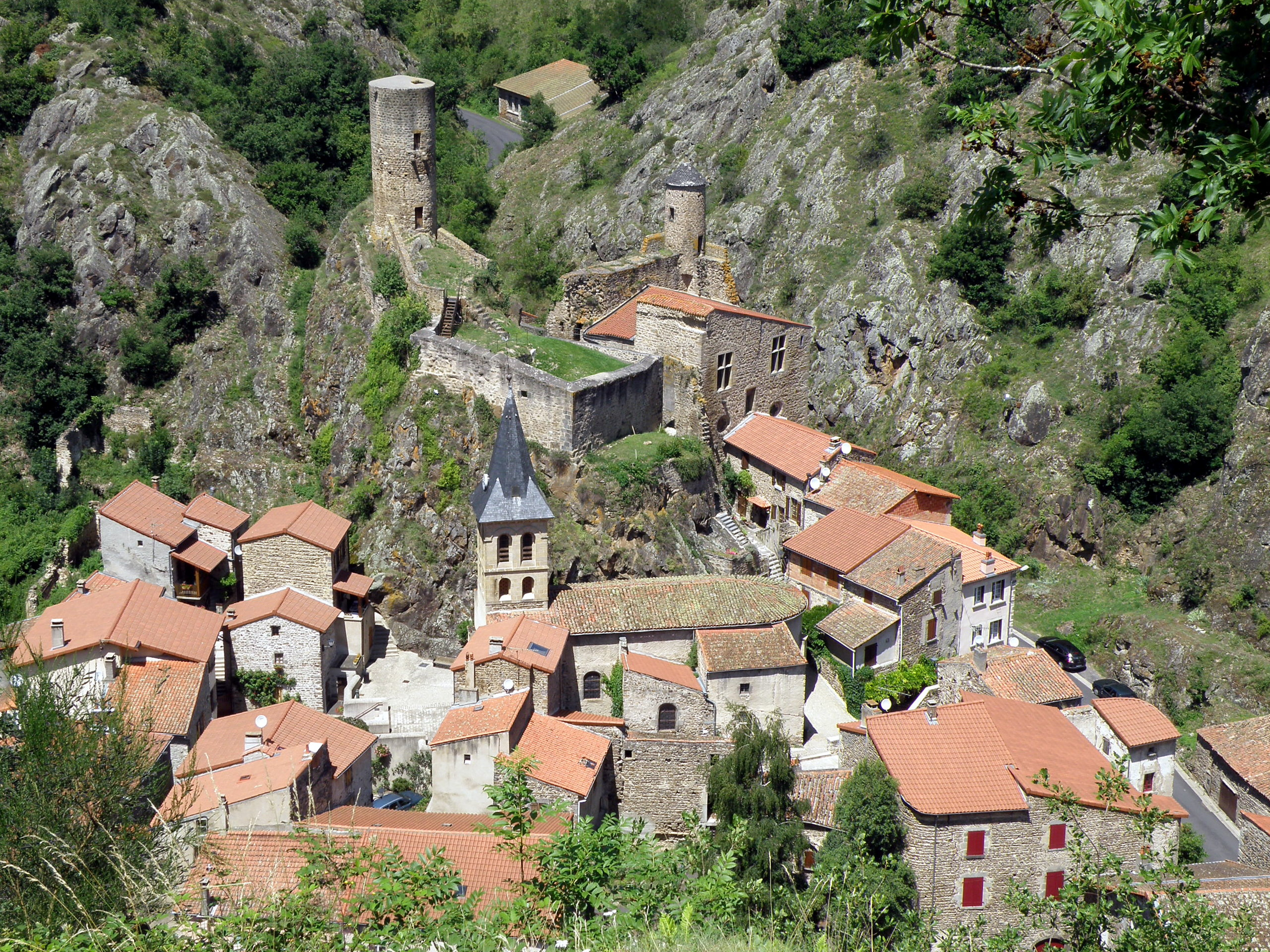
フランスの最も美しい村に加盟しているサン＝フロレ
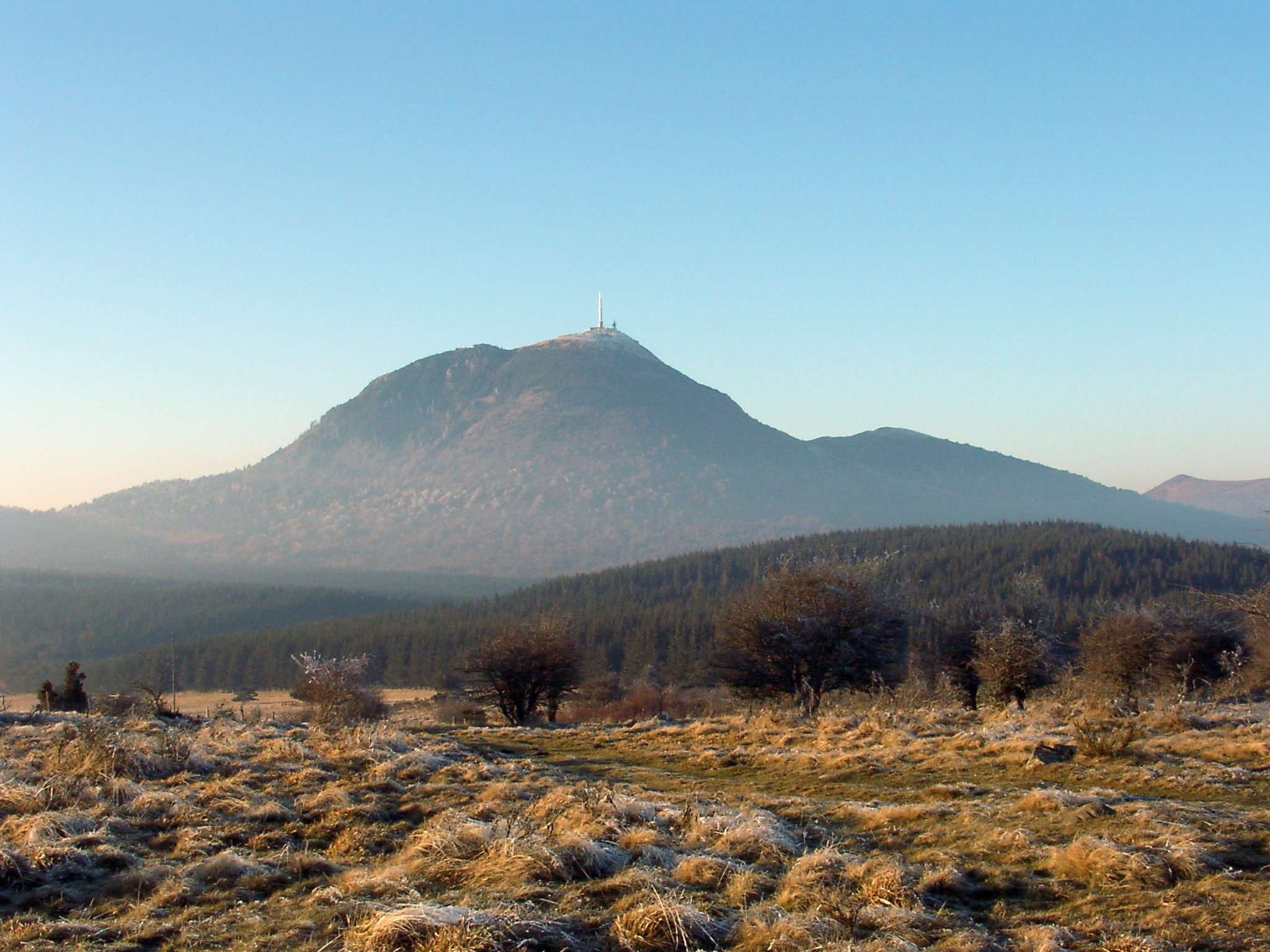
ピュイ・ド・ドーム
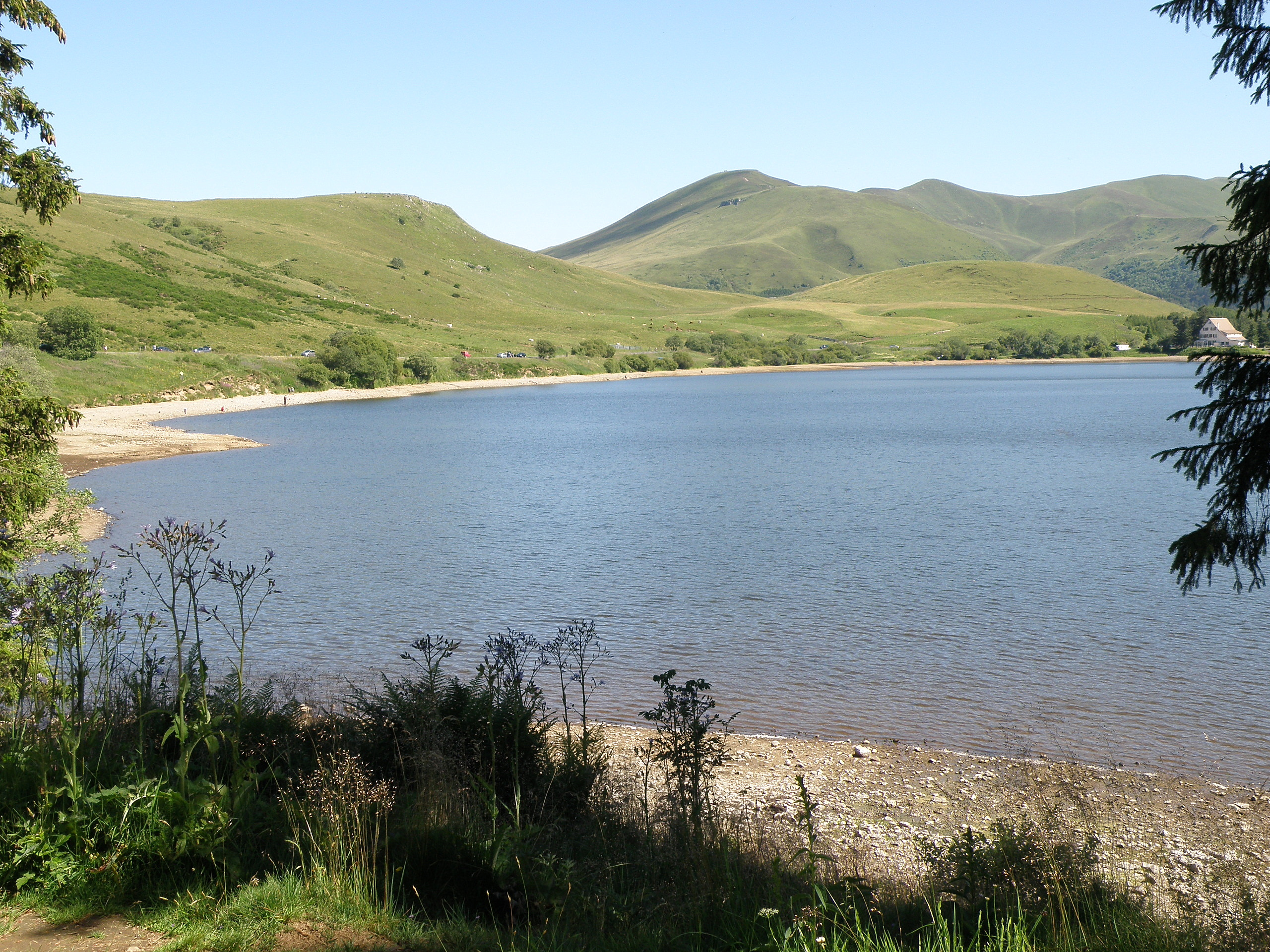
中央高地にあるゲリー湖